# Охотники за привидениями: Леденящий ужас
«Охотники за привидениями: Леденящий ужас» (англ. Ghostbusters: Frozen Empire) — американский фантастический комедийный фильм, снятый Гилом Кинаном в соавторстве с Джейсоном Райтманом. Продолжение фильмов «Охотники за привидениями» (1984), «Охотники за привидениями 2» (1989) и «Охотники за привидениями: Наследники» (2021), четвёртая часть по хронологии и пятая по счёту.
Первый фильм франшизы, созданный без участия Айвана Райтмана, фильм посвящён его памяти и приурочен к 40-летию «Охотников за привидениями» 1984 года.
Действие происходит через три года после событий «Охотников за привидениями: Наследники». Ветераны «Охотников за привидениями» должны объединить усилия со своими новыми партнёрами, чтобы спасти Нью-Йорк от могущественного противника, который стремится создать призрачную армию и заморозить город.
После успеха «Наследников» Sony Pictures в апреле 2022 года анонсировали продолжение, и Райтман вернулся в качестве режиссёра. Позже, в декабре того же года, Кинан сменил Райтмана на посту режиссёра, а остальные актёры повторили свои роли. Новые актёры, включая Пэттона Освальта, Кумэйла Нанджиани, Джеймса Акастера и Эмили Элин Линд, были объявлены в марте 2023 года. Основные съёмки начались в этом же месяце и завершились в июне.
Мировая премьера «Охотников за привидениями: Леденящий ужас» состоялась в AMC 13 Theater на Линкольн-сквер в Нью-Йорке 14 марта 2024 года. В прокат в США картина была выпущена 22 марта 2024 года компанией Sony Pictures Releasing под своим лейблом Columbia Pictures. Фильм получил неоднозначные отзывы критиков, но в целом положительные отзывы зрителей и собрал более 201 миллиона долларов по всему миру, является на данный момент девятым по прибылям фильмом 2024 года.

## Сюжет
Семья Спенглеров возвращается в Нью-Йорк и поселяется в легендарной пожарной части, которую выкупила старая команда Охотников за привидениями. Фиби Спенглер познакомилась и подружилась с духом девушки, погибшей в пожаре, по имени Мелоди. Доктор Стэнц купил древний артефакт, бронзовый шар, в котором поселился могущественный дух Гаррака, способный вернуть всю планету в ледниковый период. Новой команде приходится вновь противостоять мэру города Уолтеру Пеку, который собирается прекратить незаконную деятельность охотников и отстранить от работы несовершеннолетнюю Фиби Спенглер. Он отключает оборудование в хранилище призраков, в пожарной части. Мелоди узнаёт о духе, заключённом в шаре, и Гаррака обманывает её, заставив выпустить из шара наружу. Дух освобождает призраков, удерживаемых в хранилище и замораживает весь город среди лета. Благодаря помощи Мелоди и всей команды Охотников, Фиби удаётся найти способ нейтрализовать Гарраку и вернуть город к жизни.

## В ролях
- Маккенна Грейс — Фиби Спенглер
- Финн Вулфхард — Тревор Спенглер
- Логан Ким — Подкаст[12]
- Селеста О’Коннор — Лаки Доминго
- Кэрри Кун — Келли Спенглер
- Пол Радд — Гэри Груберсон[13]
- Билл Мюррей — Питер Венкман[14]
- Дэн Эйкройд — Рэймонд «Рэй» Стэнц[15]
- Эрни Хадсон — Уинстон Зеддмор[16]
- Энни Поттс — Джанин Мелниц[17]
- Уильям Атертон — Уолтер Пэк[13]
- Эмили Линд — Мелоди

## Производство и релиз
После выхода фильма «Охотники за привидениями: Наследники» в декабре 2021 года Дэн Эйкройд выразил заинтересованность в том, чтобы актёрский состав оригинальной команды «Охотников за привидениями» повторил свои роли ещё в трёх продолжениях. В апреле 2022 года было объявлено, что продолжение находится на ранней стадии разработки в Sony Pictures. В июне 2022 года фильм был утверждён режиссером Джейсоном Райтманом под рабочим названием «Пожарная часть». В том же месяце стало известно, что действие сиквела будет происходить в Нью-Йорке. 28 июня 2022 года The Hollywood Reporter написала, что фильм выйдет в прокат 20 декабря 2023 года. 5 октября 2022 года Маккенна Грейс объявила, что получила роль в фильме.
В декабре 2022 года было объявлено, что Гил Кинан сменит Райтмана на посту режиссёра. При этом Райтман остался сценаристом и продюсером. Тогда же стало известно, что Пол Радд, Финн Вулфхард и Кэрри Кун присоединились к проекту. В марте 2023 года было объявлено, что Кумэйл Нанджиани, Паттон Освальт, Джеймс Акастер и Эмили Элин Линд получили роли в фильме. В июне 2023 года стало известно, что Дэн Эйкройд, Билл Мюррей, Эрни Хадсон и Энни Поттс вернутся к своим ролям.
Съёмки начались в Лондоне 20 марта 2023 года с Эриком Стилбергом в качестве оператора и завершились 23 июня.
Выход фильма был запланирован компанией Sony Pictures Releasing на 29 марта 2024 года (его перенесли с 20 декабря 2023 года из-за забастовки SAG-AFTRA).
8 ноября 2023 года Sony выпустила первый тизер-трейлер, в котором впервые официально прозвучало название «Охотники за привидениями: Леденящий ужас».

## Восприятие
На сайте-агрегаторе Rotten Tomatoes 42 % из 288 рецензий критиков положительные, со средней оценкой 5,3/10. Консенсус веб-сайта гласит: «„Охотники за привидениями: Леденящий ужас“ предлагают фанатам оригинала определённое ностальгическое развлечение, но переполненный актёрский состав и удивительно серьёзный тон не позволяют этому сиквелу по-настоящему зажечь». Metacritic, который использует средневзвешенное значение, присвоил фильму оценку 46 из 100 на основе мнения 50 критиков, что указывает на «смешанные или средние» отзывы.

## Будущее
В феврале 2024 года Гил Кинан сообщил, что обсуждались идеи для нескольких будущих фильмов франшизы «Охотники за привидениями». Кенан особо упомянул сюжетную линию маленьких Зефирных человечков как нечто, что он и Рейтман хотели бы расширить. Эти персонажи фигурируют в сцене после титров фильма.
В октябре 2024 года Кинан подтвердил, что продолжение «Леденящего ужаса» находится в разработке.